# La Folie (Calvados)
La Folie és un municipi francès situat al departament de Calvados i a la regió de Normandia. L'any 2007 tenia 111 habitants.

## Demografia

### Població
El 2007 la població de fet de La Folie era de 111 persones. Hi havia 47 famílies de les quals 12 eren unipersonals (12 homes vivint sols), 19 parelles sense fills, 12 parelles amb fills i 4 famílies monoparentals amb fills.
La població ha evolucionat segons el següent gràfic:
Habitants censats

### Habitatges
El 2007 hi havia 58 habitatges, 47 eren l'habitatge principal de la família, 8 eren segones residències i 3 estaven desocupats. 55 eren cases i 3 eren apartaments. Dels 47 habitatges principals, 33 estaven ocupats pels seus propietaris, 12 estaven llogats i ocupats pels llogaters i 2 estaven cedits a títol gratuït; 2 tenien una cambra, 5 en tenien dues, 13 en tenien tres, 12 en tenien quatre i 16 en tenien cinc o més. 43 habitatges disposaven pel capbaix d'una plaça de pàrquing. A 19 habitatges hi havia un automòbil i a 22 n'hi havia dos o més.

### Piràmide de població
La piràmide de població per edats i sexe el 2009 era:
| Homes | Edats   | Dones |
| ----- | ------- | ----- |
| 0     | 95 o +  | 0     |
| 0     | 90 a 94 | 0     |
| 0     | 85 a 89 | 4     |
| 0     | 80 a 84 | 0     |
| 0     | 75 a 79 | 4     |
| 4     | 70 a 74 | 0     |
| 0     | 65 a 69 | 8     |
| 8     | 60 a 64 | 0     |
| 4     | 55 a 59 | 0     |
| 8     | 50 a 54 | 8     |
| 0     | 45 a 49 | 4     |
| 4     | 40 a 44 | 4     |
| 4     | 35 a 39 | 0     |
| 4     | 30 a 34 | 0     |
| 4     | 25 a 29 | 0     |
| 8     | 20 a 24 | 4     |
| 0     | 15 a 19 | 0     |
| 4     | 10 a 14 | 0     |
| 0     | 5 a 9   | 0     |
| 4     | 0 a 4   | 0     |

## Economia
El 2007 la població en edat de treballar era de 72 persones, 48 eren actives i 24 eren inactives. De les 48 persones actives 42 estaven ocupades (25 homes i 17 dones) i 6 estaven aturades (4 homes i 2 dones). De les 24 persones inactives 8 estaven jubilades, 2 estaven estudiant i 14 estaven classificades com a «altres inactius».
Activitats econòmiques
Dels 4 establiments que hi havia el 2007, 1 era d'una empresa de fabricació d'altres productes industrials, 1 d'una empresa de comerç i reparació d'automòbils, 1 d'una empresa d'hostatgeria i restauració i 1 d'una empresa de serveis.
L'únic establiment comercial que hi havia el 2009 era una botiga de menys de 120 m².
L'any 2000 a La Folie hi havia 14 explotacions agrícoles que ocupaven un total de 737 hectàrees.

## Poblacions més properes
El següent diagrama mostra les poblacions més properes.